# Watkins (Iowa)
Watkins è un census-designated place (CDP) degli Stati Uniti d'America, situato nello stato dell'Iowa, nella contea di Benton.